# CTLA-4
CTLA-4 (Cytotoxic T-Lymphocyte Antigen 4), noto anche come CD152, è un recettore appartenente alla superfamiglia delle Ig espresso sui linfociti T CD4+ e CD8+ recentemente attivati. 
A seguito del legame con uno dei suoi ligandi, B7-1 (noto anche come CD80) oppure B7-2 (noto anche come CD86) espressi su APC professionali, trasmette all'interno del linfocita un segnale di tipo inibitorio, contribuendo così alla regolazione omeostatica della risposta immunitaria.
Dal punto di vista biochimico, è strutturalmente analogo a CD28 (che invece, a seguito dell'interazione con lo stesso ligando di CTLA-4, trasmette un segnale attivatore, il cosiddetto secondo segnale), e la recente scoperta di un recettore denominato ICOS, anch'esso analogo a CD28, ha fatto supporre l'esistenza di un'intera famiglia di recettori a funzione inibitrice il cui prototipo sarebbe appunto CD28.
È stato ipotizzato che l'impegno di CTLA-4 da parte del ligando bloccherebbe la fosforilazione della catena ζ associata al recettore delle cellule T (TCR), per quanto l'esatto meccanismo biochimico non sia ancora noto. È degno di nota che in topi knockout per CTLA-4 si assista ad un'attivazione massiva della risposta cellulo-mediata, con gravi manifestazioni di carattere autoimmune a carico di vari organi e tessuti.

## Utilizzo in terapia
CTLA-4, assieme ad altri recettori, è stato negli anni oggetto di vari studi sul possibile impiego a fini terapeutici nella lotta contro i tumori: si è dimostrato infatti che bloccando l'attività di CTLA-4 avviene una up-regolazione del sistema immunitario, il quale aumenterebbe le proprie capacità di riconoscere e distruggere le cellule neoplastiche. Il primo farmaco inibitore di CTLA-4, ipilimumab, venne approvato dall'FDA nel 2011 nei pazienti affetti da melanoma. Nel 2018, l'immunologo americano James Patrick Allison ricevette il Premio Nobel per la medicina per i suoi studi sull'inibizione di CTLA-4 nella terapia oncologica (assieme ad Allison venne premiato anche l'immunologo giapponese Tasuku Honjo, che invece focalizzò il suo interesse sull'inibizione di un'altra proteina, PD-1).